# Otto Gutfreund
Otto Gutfreund (3 août 1889 à Dvůr Králové nad Labem, en Autriche-Hongrie - 2 juin 1927 à Prague, Tchécoslovaquie) est un sculpteur tchécoslovaque et l'un des fondateurs de l'art moderne tchécoslovaque. C'est un représentant important du cubisme tchécoslovaque, l'un des rares à avoir atteint une réputation internationale en ce qui concerne l'étape initiale du cubisme, le cubisme analytique.

## Biographie
Né dans une famille juive de Bohême du Nord, il fait ses premiers pas dans une école de poterie à Bechyně à partir de 1903 puis de 1906 à 1909 à l'École des arts appliqués de Prague.
Puis il passe quelque temps à Paris en 1909 où il est l'élève d'Antoine Bourdelle au sein de l’Académie de la Grande Chaumière et habite un atelier au no 7 rue Belloni.

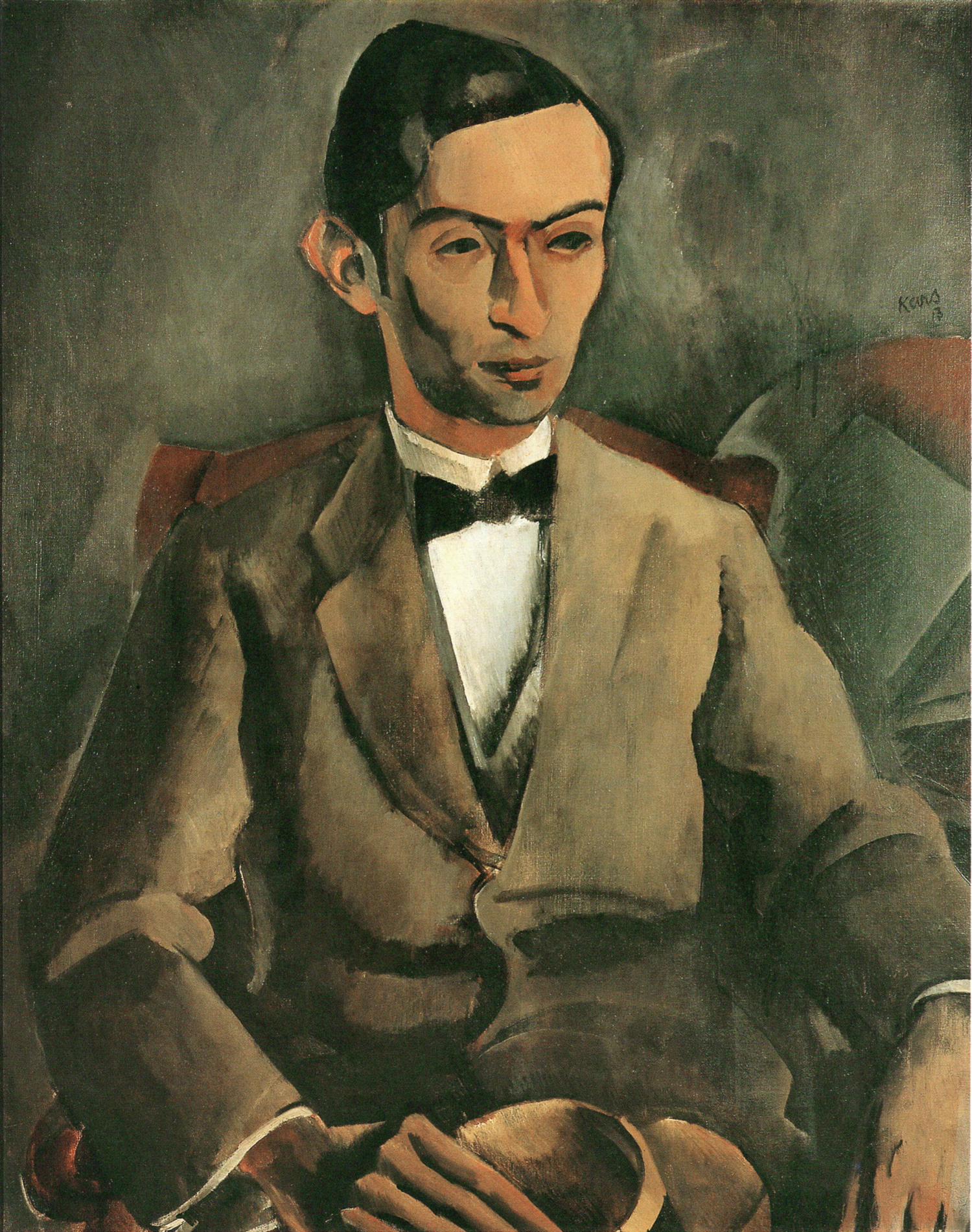
Georges Kars, Otto Gutfreund, huile sur toile, 1913, Galerie nationale de Prague

Aux côtés des peintres cubistes tchèques Emil Filla et Bohumil Kubišta, il développe son style et devient l'un des précurseurs de la sculpture cubiste avec Pablo Picasso et Alexander Archipenko. Il fonde avec plusieurs autres personnalités du monde des arts le groupe Skupina výtvarných umělců (Groupe des artistes), à Prague en 1911 avec lequel il expose par deux fois en 1912. Il est présent au premier Deutscher Herbstsalon en 1913 puis dans la galerie Der Sturm de Herwarth Walden à Berlin, et au salon Goltz de Munich. 1914 marque la quatrième et dernière exposition du Groupe des Artistes à Prague.

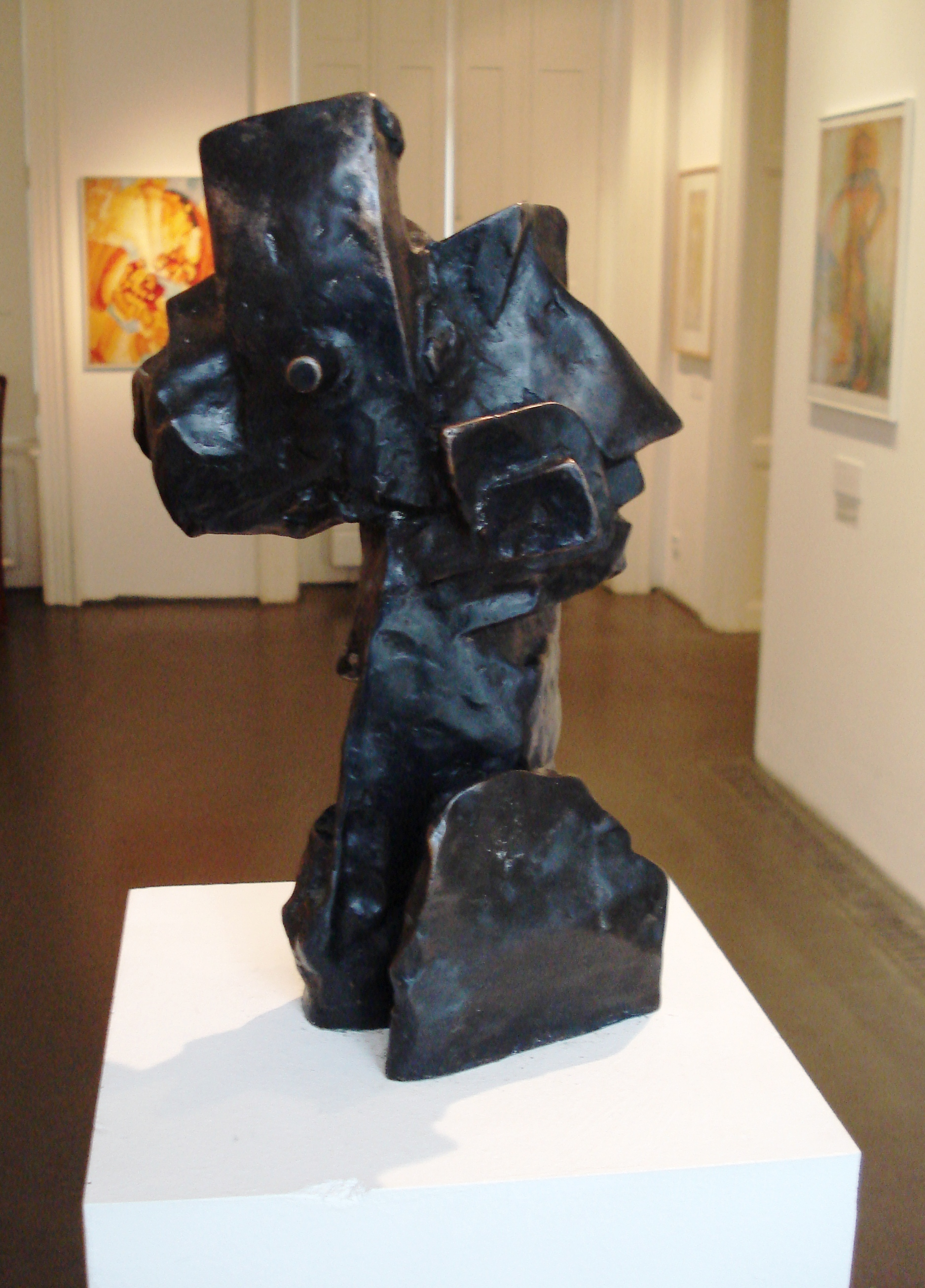
Buste de femme (1912-1913), Prague, musée Kampa.

En 1914, il s'engage dans les Légions tchèques aux côtés de František Kupka. Il est rapidement promu mais, en 1916, protestant contre les conditions de vie inhumaines des légionnaires et demandant son transfert dans l'armée française, il est considéré comme insubordonné par ses supérieurs qui l'envoient dans un camp d'internement en Provence (la Bohême fait partie de l'Autriche-Hongrie avec laquelle la France est en guerre et il est hors de question de laisser libre le ressortissant d'une nation ennemie). Il y reste de 1916 jusqu'à après l'armistice, en 1919.
Au lendemain de la Première Guerre mondiale, il vit une existence misérable dans Paris puis il revient, en 1920, à Prague pour devenir un des leaders de la génération moderniste de la Première République tchécoslovaque. Ses réalisations artistiques ont influencé nombre de jeunes artistes de la nouvelle République. De ce point de vue, c'est donc un personnage clé.
Il abandonne (comme Picasso à peu près à la même époque et sans doute pour les mêmes raisons) le style cubiste pour explorer brièvement le constructivisme puis passer à la figuration dans les années 1920. On lui doit les sculptures de la façade de la Légiobanka dans la rue Na Poříčí, édifiée entre 1921 et 1923, est un monument historique classé par l’Unesco en tant que représentation unique du rondocubisme. Outre la participation à des projets de sculpture monumentale, il devient célèbre pour l'édition de plus petits formats où il interprète les thèmes de la vie ordinaire (Industrie, 1923 où deux ouvriers réparent un moteur diesel - Commerce, 1923 où un homme au téléphone dicte une lettre à une secrétaire qui tape à la machine). Il participe à des expositions d'art moderne tant en Tchécoslovaquie qu'à l'étranger.

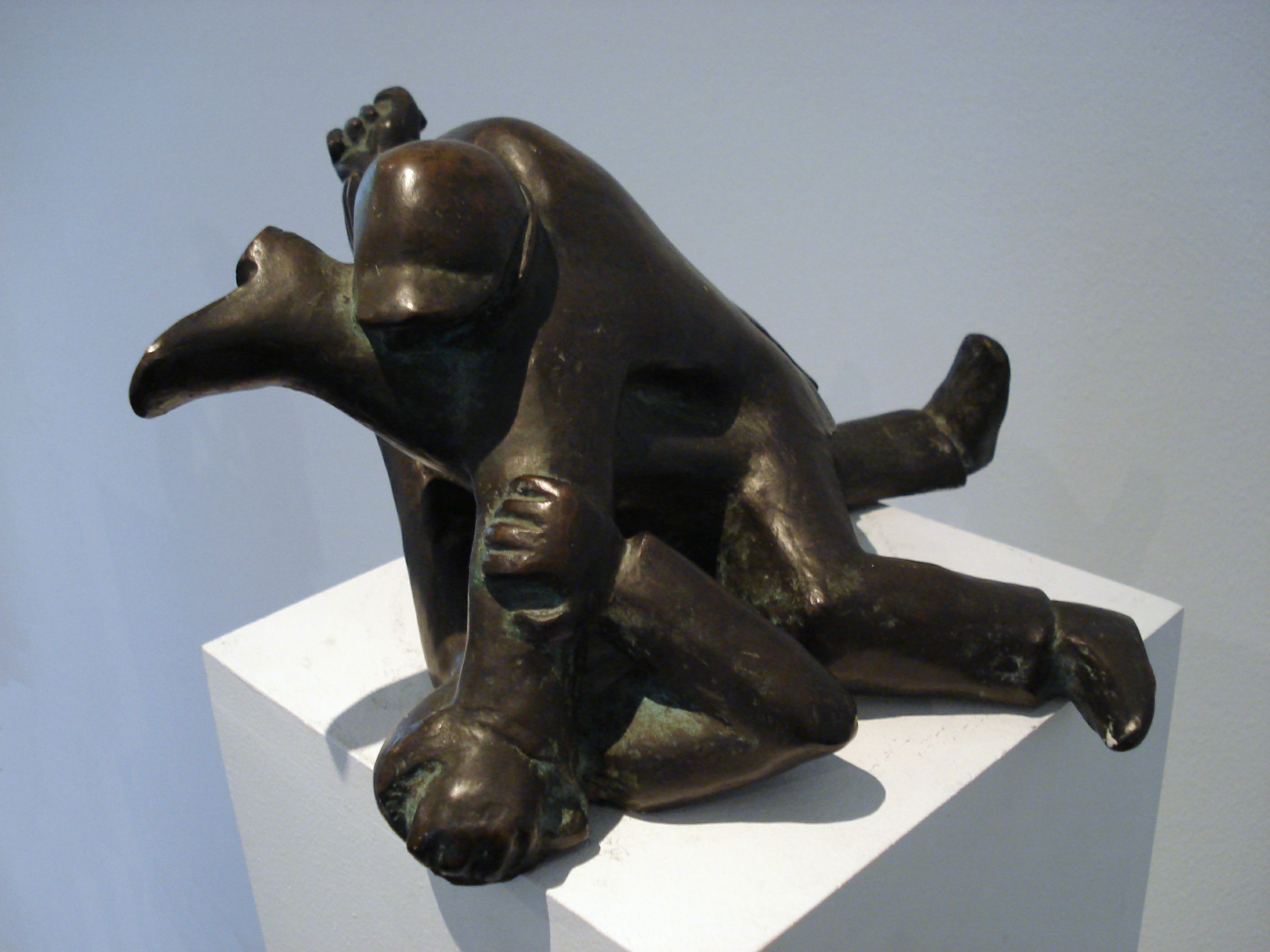
La Rixe (1924), Prague, musée Kampa

Il est membre du cercle artistique Mánes de 1920 à 1927.
En 1926, il est nommé professeur de l'École des arts appliqués de Prague en 1926 ce qui lui permet de s'abstraire de la dépendance aux commandes publiques et de se concentrer sur son propre travail. Épuisé mentalement et physiquement, il meurt de noyade, dans la Vltava, le 2 juin 1927.
Ota Gutfreud est le graveur d'une pièce de monnaie tchèque de 5 korun frappée (en divers diamètres et métaux mais au design identique) entre 1927 et 1952.
On peut voir ses œuvres à Prague, au musée Kampa et à la Galerie nationale à Prague.

## Œuvre
En 1911, sa première (et pour longtemps sa seule) commande publique est la sculpture des portraits-médaillons qui ornent le pont Hlávek (Hlávkův most) à Prague construit sous la direction de Pavel Janák alors architecte du département des Ponts et Chaussées de la ville de Prague.
Influencé par l'avant-garde artistique parisienne, en particulier par les peintures cubistes de Pablo Picasso, il entreprend d'appliquer les leçons du cubisme à la sculpture et crée Úzkost (Angoisse) en 1911-1912, reflétant son émotion entre expressionnisme et symbolisme.
Puis viennent un Buste du père (Podobizna otce) en 1912, un Hamlet entre 1912 et 1913 et un Torse cubiste (Kubistické poprsí) entre 1913 et 1914 qui est considéré par le critique d'art Douglas Cooper comme la première sculpture cubiste.

## Galerie

Sculptures d'Otto Gutfreund
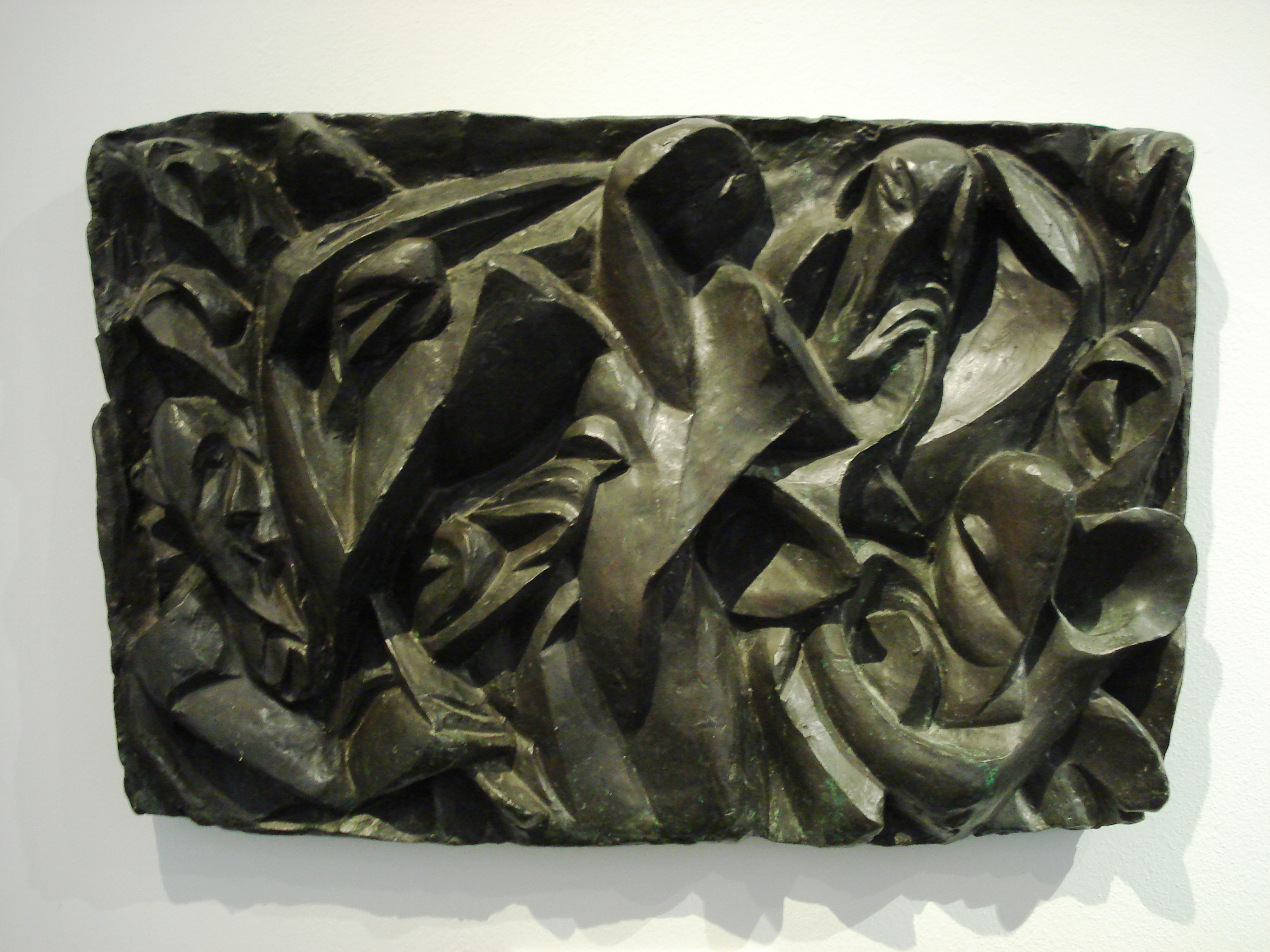
Concert (1912-1913), Prague, musée Kampa.
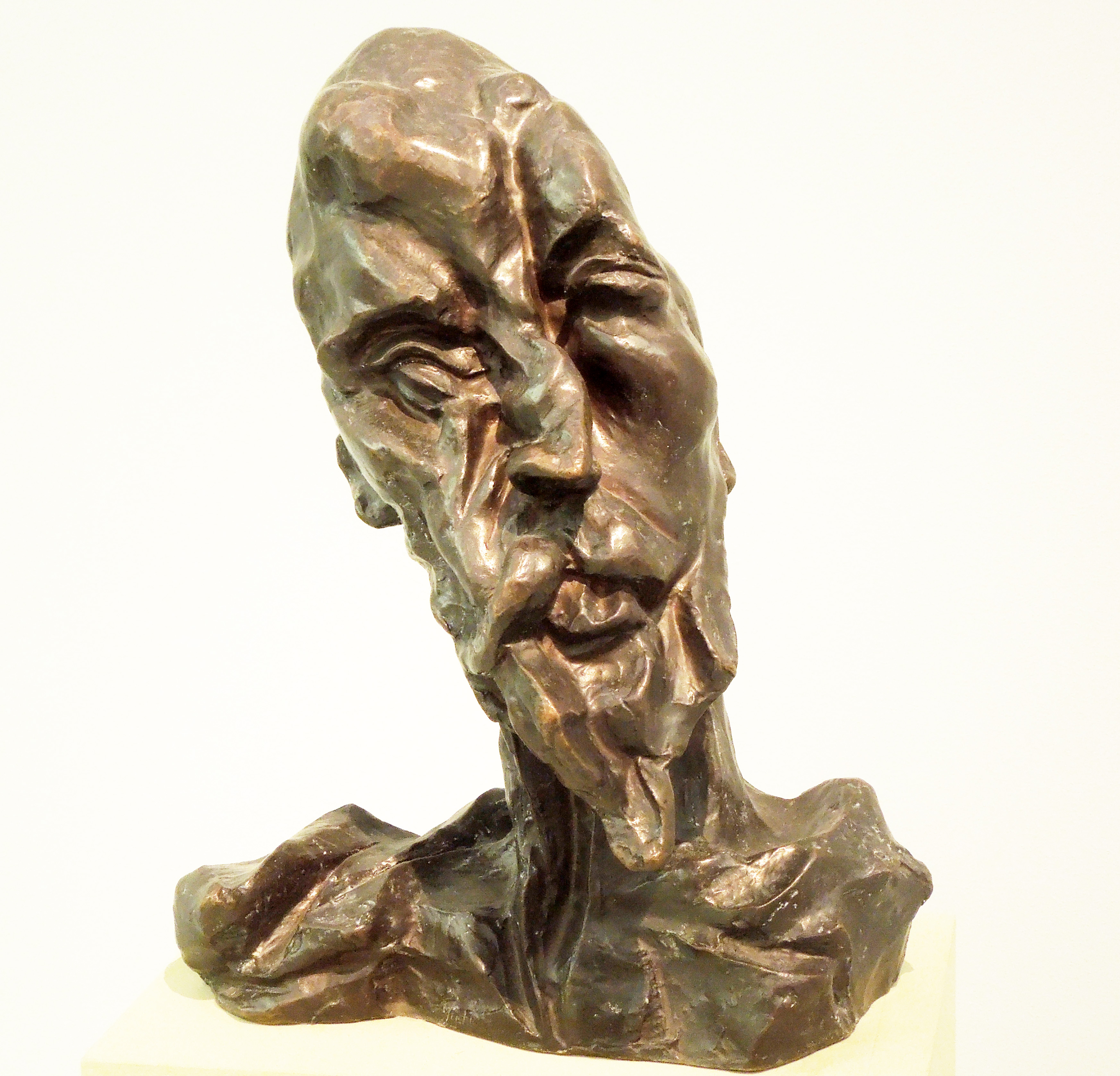
Don Quichote (1911-1912), Prague, musée Kampa.
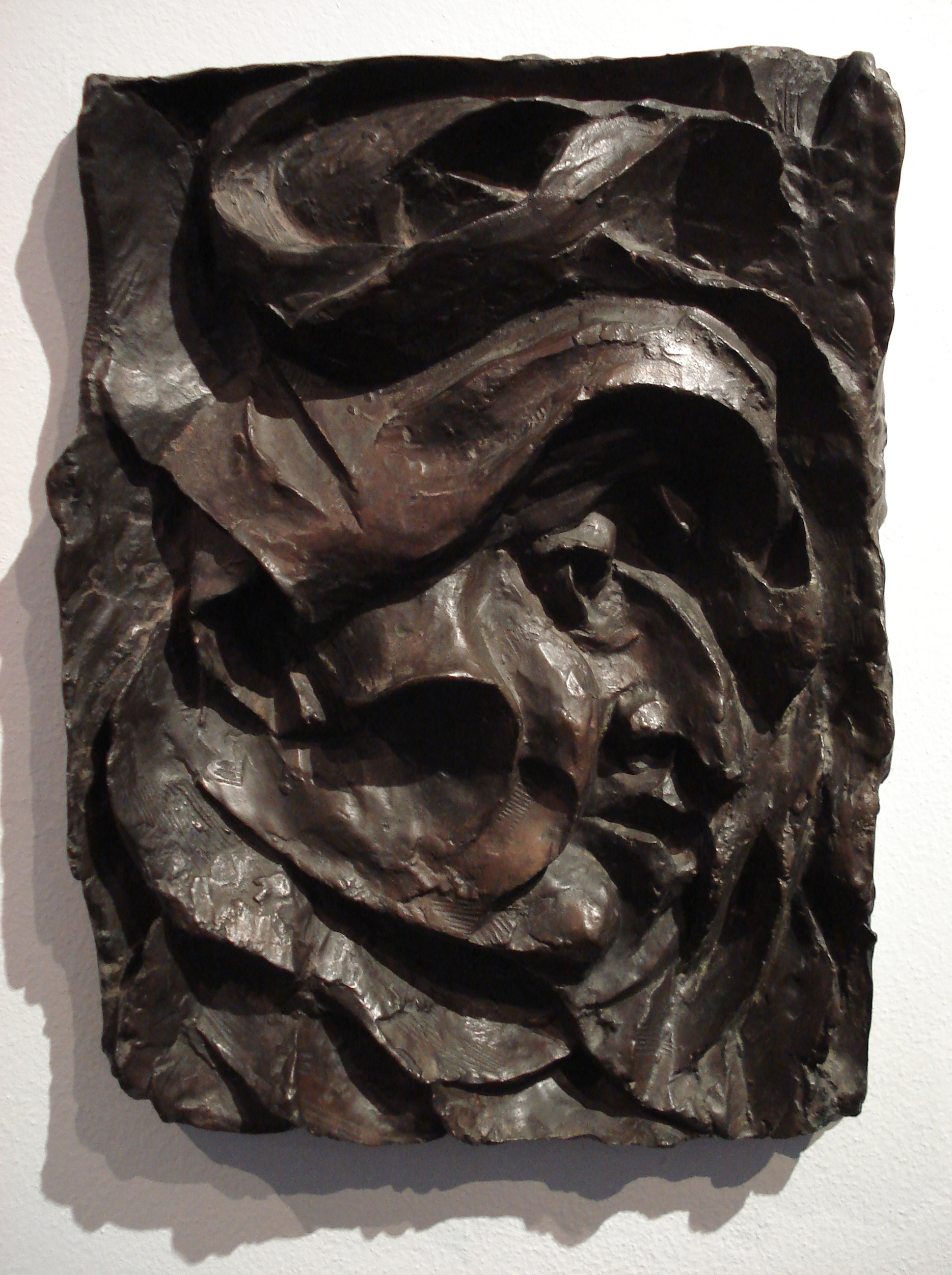
Portrait du pere - IV (1912), Prague, musée Kampa.
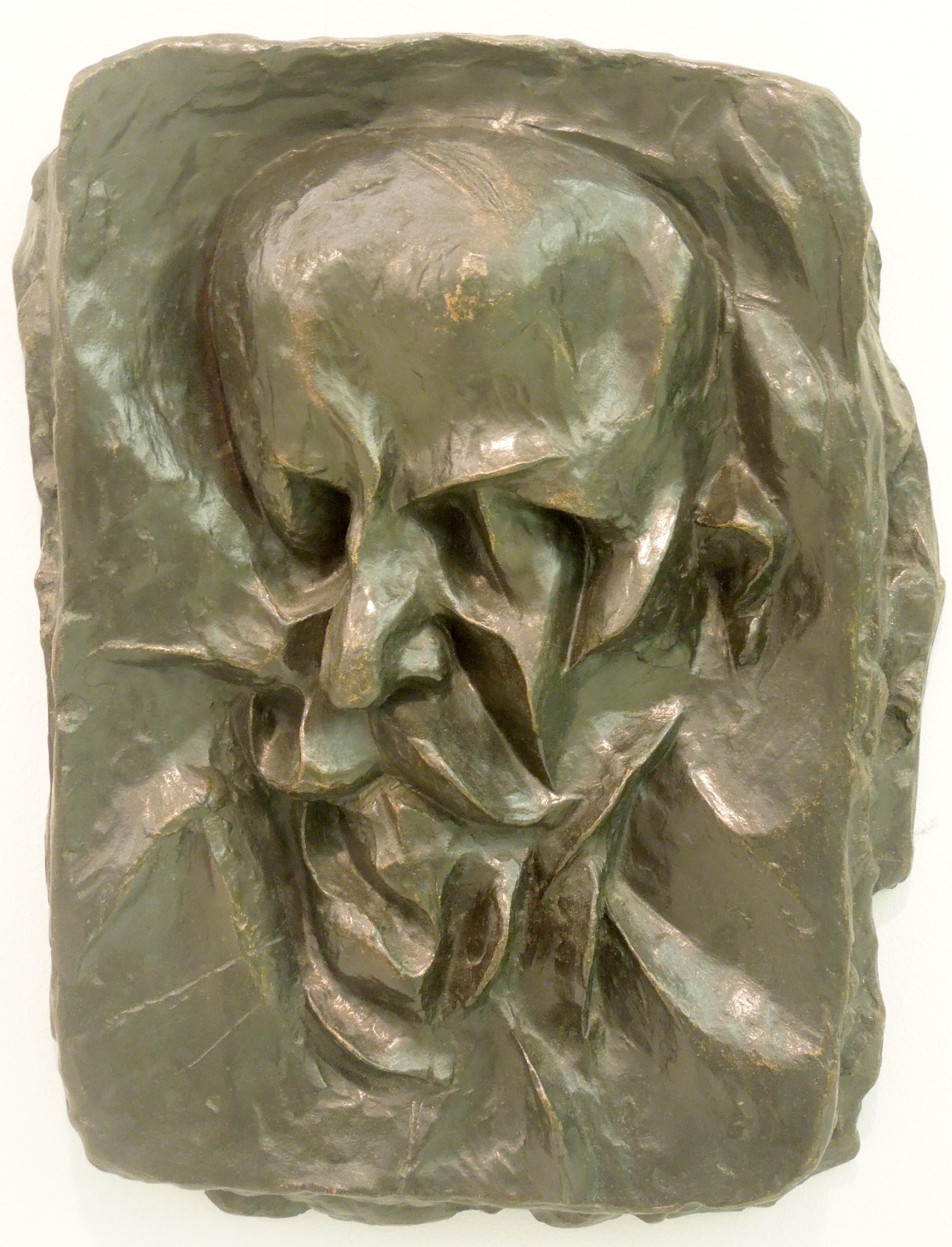
Portrait du pere - VII (1912), Prague, musée Kampa.
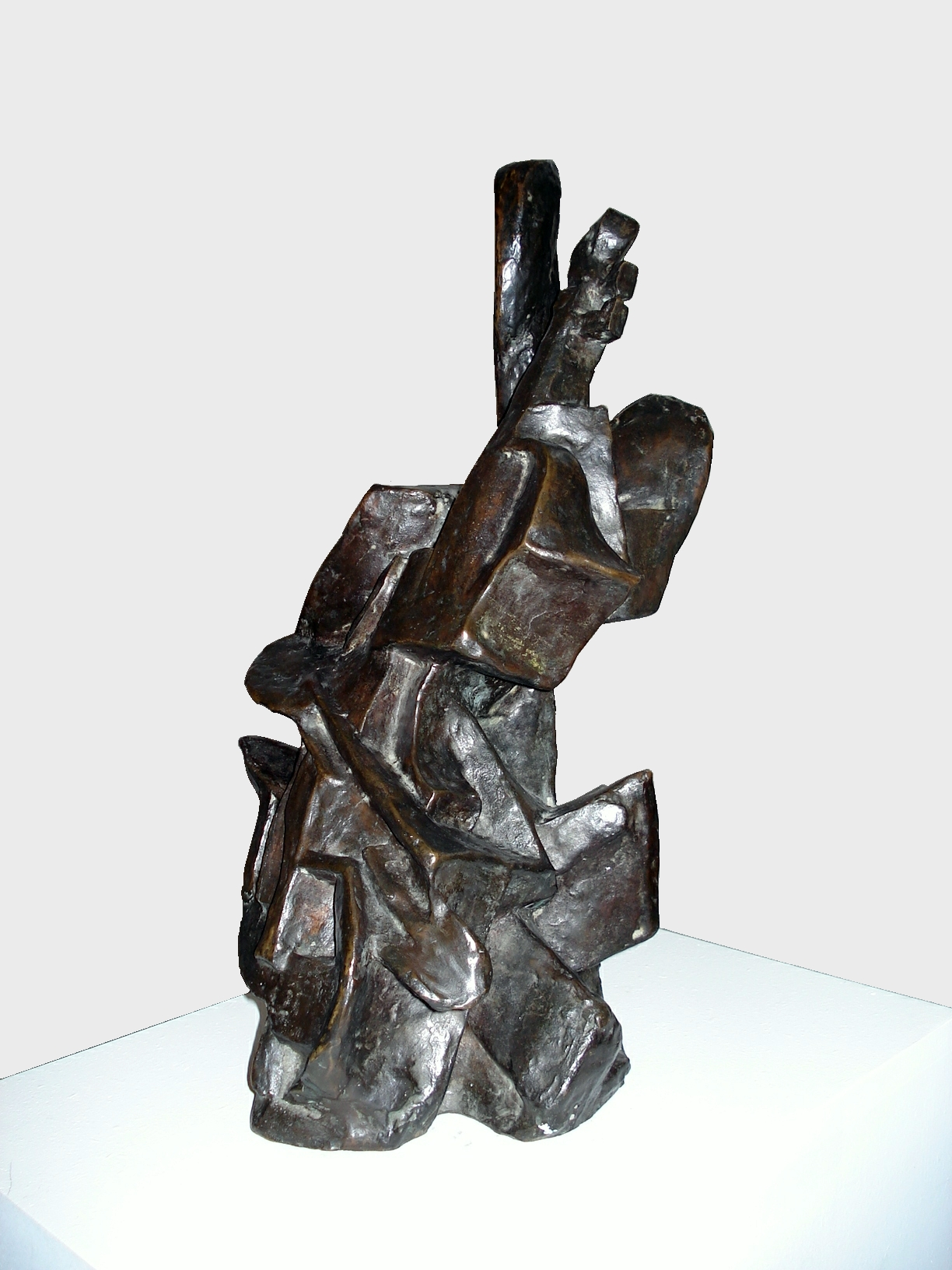
Joueur de violoncelle (1912-1913), Prague, musée Kampa.

Dessins d'Otto Gutfreund
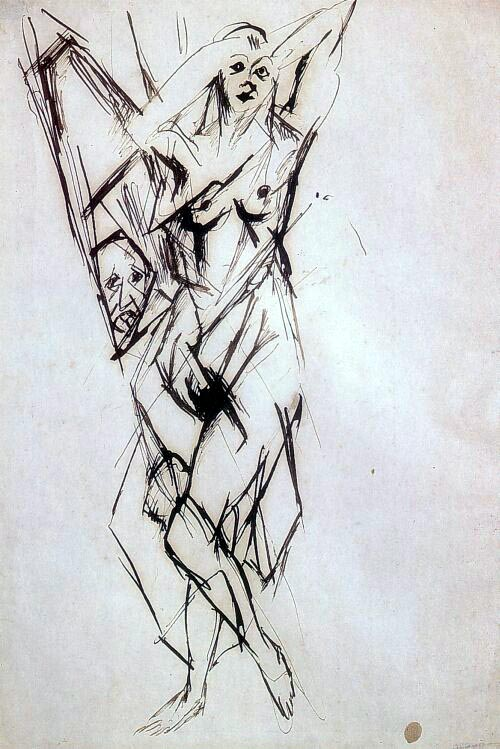
Suzanne et les vieillards (1912-1913), localisation inconnue.
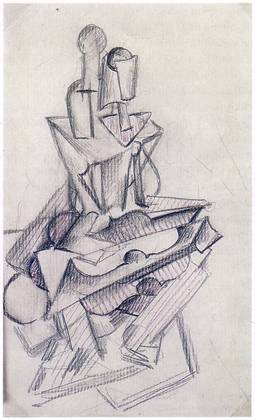
Joueur de cithare (1913-1914), localisation inconnue.
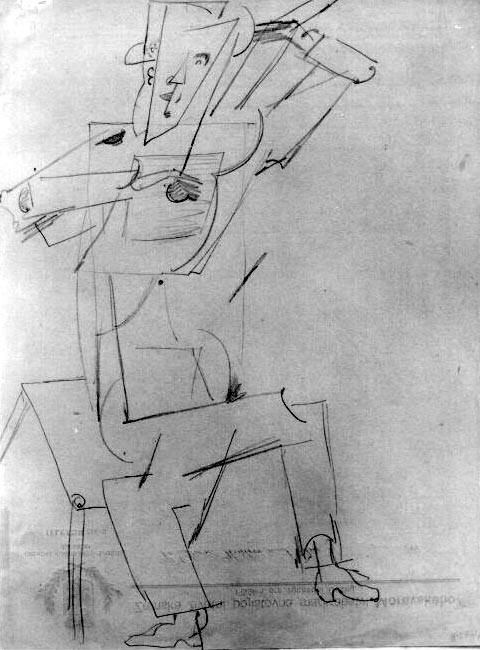
Joueur de guitare (913-1914), localisation inconnue.
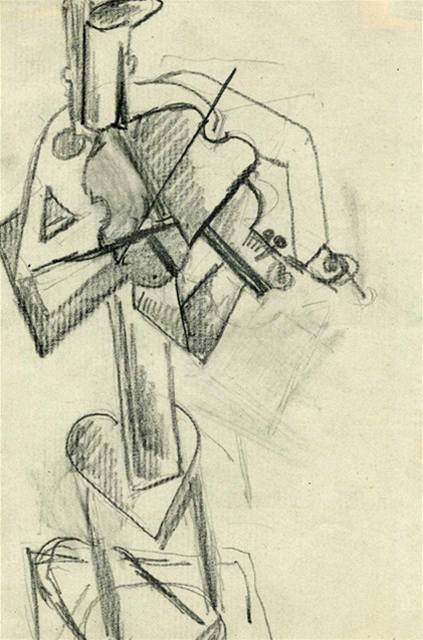
Joueur de violon, localisation inconnue.